# Hell in a Cell (2019)
Hell in a Cell (2019) là một sự kiện đấu vật chuyên nghiệp pay-per-view và sự kiện WWE Network được sản xuất bởi WWE dành cho hai thương hiệu Raw và SmackDown Live. Nó sẽ được tổ chức vào ngày 6 tháng 10 năm 2019, tại Golden 1 Center ở Sacramento, California. Đây sẽ là sự kiện thứ mười một theo niên đại Hell In A Cell.

## Cốt truyện
Chương trình sẽ bao gồm các trận đấu bắt nguồn từ đỉnh điểm các cốt truyện khác nhau, khi mà các đô vật thể hiện nhân vật của mình, như nhân vật chính diện, phản diện, hoặc các nhân vật trung gian. Cốt truyện chủ yếu được viết bởi các nhà viết kịch bản của WWE ở các chương trình, thương hiệu khác nhau gồm Raw và SmackDown được trình chiếu trên các chương trình truyền hình hàng tuần Monday Night Raw, SmackDown Live!.
Bray Wyatt, người bắt đầu trở nên đáng sợ khi tiết lộ mình là một nhân vật mới, có tên The Fiend. Anh sau đó đã đặt ra thử thách tranh đai WWE Universal Championship với nhà vô địch hiện tại Seth Rollins tại Hell in a Cell, khi Wyatt như người dẫn chương trình của mình Firely Fun House vào ngày 2 tháng 9 tại Raw. Sau khi đánh bại Braun Strowman tại Clash of Champions, Wyatt liên tục xuất hiện trong nhân vật The Fiend và bất chợt tấn công Rollins với đòn Sister Abigail và Mandible Claw. Đêm sau tại Raw, Rollins nói về vụ việc tuần trước, khi Wyatt tấn công và Rollins nói sẽ đánh bại và giữ đai Universal Championship trước Wyatt trong trận đấu Hell in a Cell tại sự kiện.